# Zetzellia oudemansi
Zetzellia oudemansi är en spindeldjursart som beskrevs av Charles Thorold Wood 1967. Zetzellia oudemansi ingår i släktet Zetzellia och familjen Stigmaeidae. Inga underarter finns listade i Catalogue of Life.